# Wulfila tantillus
Wulfila tantillus là một loài nhện trong họ Anyphaenidae.
Loài này thuộc chi Wulfila. Wulfila tantillus được Arthur Merton Chickering miêu tả năm 1940.